# 现代应用数学手册
《现代应用数学手册》丛书，是由中国清华大学出版社出版发行的一套丛书。该丛书出版时间始于1998年，终于2006年。该丛书介绍了现代应用数学的各个分支，在解决科研、教学以及生产实践的各种问题中，提供不可缺少的工具。全书共计六卷，各卷内容自成体系，互相独立，方便读者按需选用。

## 编辑委员会
- 主编：马振华
- 编委：马振华、刘坤林、陆璇、陈景良、郑乐宁、顾丽珍、葛余博

## 书目
- 《现代应用数学手册.运筹学与最优化理论卷》
- 《现代应用数学手册.现代应用分析卷》
- 《现代应用数学手册.概率统计与随机过程卷》
- 《现代应用数学手册.离散数学卷》
- 《现代应用数学手册.分析与方程卷》－主要描述现代应用数学中分析与方程方面的基本理论、方法与应用。
- 《现代应用数学手册.计算与数值分析卷》